# Charles de Chambrun (Diplomat)

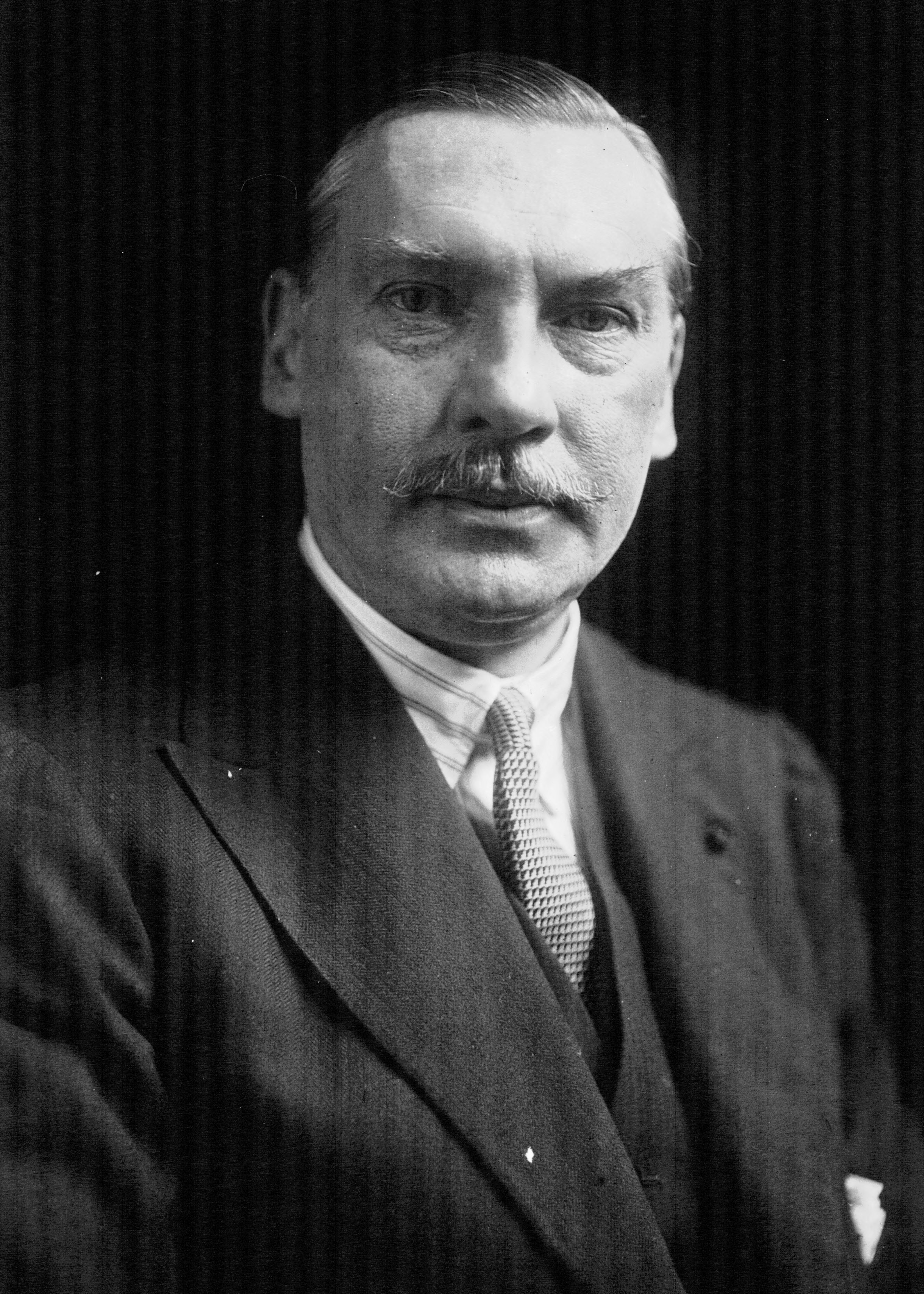
Charles de Chambrun (1924)

Charles de Chambrun (* 10. Februar 1875 in Washington, D.C.; † 6. November 1952 in Paris) war ein französischer Diplomat und Mitglied der Académie française.

## Leben
Charles de Chambrun war ein entfernter Nachkomme von La Fayette (da sein Vater Charles Adolphe Pineton de Chambrun eine Enkelin La Fayettes geheiratet hatte) und besaß als solcher neben der französischen die US-amerikanische Staatsangehörigkeit. Er wuchs in den Vereinigten Staaten auf und trat 1901 in den französischen diplomatischen Dienst. Seine Karriere ging über Rom und Berlin nach Washington D.C. (1903–1908), Paris (Quai d’Orsay 1908–1910), Sankt Petersburg (1912–1917), London (1917), Washington D.C. (1918–1920), Konstantinopel und Klagenfurt (1920), Washington (1921–1923), Paris (1923), Athen (1924–1926), Wien (Botschafter 1926–1928), Ankara (Botschafter 1928–1933) und Rom (Botschafter  1933–1936). Dann setzte er sich zur Ruhe und schrieb Bücher, die ihm 1946 den Sitz Nr. 19 der Académie française einbrachten. Er war seit 1933 mit der Schriftstellerin Marie de Rohan-Chabot (1876–1951) verheiratet. Er starb 1952 im Alter von 77 Jahren.

## Werke
- Lettres à Marie. Petersbourg-Petrograd, 1914–1917. Plon, Paris 1941.
- L’esprit de la diplomatie. Corrêa, Paris 1944.
- A l’école d’un diplomate. Vergennes. Plon, Paris 1946. (Charles Gravier, comte de Vergennes)